# Los Reyes (telenovela)
Los Reyes foi uma telenovela colombiana produzida pela Coestrellas e exibida pela RCN Televisión entre 13 de junho de 2005 e 1 de setembro de 2006.
Se trata de uma adaptação das novelas Los Roldán e Los Sánchez, ambas produzidas em 2004.
Foi protagonizada por Enrique Carriazo e Geraldine Zivic, com atuações juvenis de Julián Román, Margarita Muñoz, Daniel Arenas e Constanza Camelo, além das atuações estrelares de Rosita Alonso e Yaneth Waldman e antagonizada por Diego Trujillo.

## Elenco
- Enrique Carriazo.... Edilberto "Beto" Reyes
- Geraldine Zivic.... Natalia Bernal
- Jackeline Arenal.... Mayoli "Yoli" González
- Diego Trujillo.... Emilio Iriarte De Las Casas
- Endry Cardeño.... Laisa Reyes
- Yaneth Waldman.... Katty Vanegas de Iriarte
- Julián Román.... Leonardo Giovanny "Leo" Reyes
- Margarita Muñoz.... Maria del Pilar "Pilarica" Valenzuela (La Diosa coronada)
- Daniel Arenas.... Santiago "Santi" Iriarte
- Constanza Camelo.... Hilda Edilberta Reyes
- Rosita Alonso.... Mercedes
- Jery Sandoval.... Maria del Carmen Reyes
- Henry Montealegre.... Andres "Totoy" Reyes
- Tiberio Cruz.... Edgar Galindo
- Jenny Vargas.... Alegrina
- Catherine Mira.... Maritza Galindo
- Diego Vélez.... Eliseo "Cheo" Varona
- Alberto León Jaramillo.... Hernán Cifuentes
- Ostyn Vega.... Daniel Reyes
- Ricardo Vélez.... Armando Valenzuela
- Nataly Umaña.... Mónica
- Natalia Durán.... Keiko Miyamoto
- Juan Camilo Hernández.... Mateo Santos
- Jairo Camargo.... Simón Rodríguez
- Katty Rangel.... Lolita
- Orlando Valenzuela.... Martín Castro Novo
- William Márquez.... Ernesto 'Chiqui' Peralta
- Teresa Gutiérrez.... Doña Flor
- Marisela González.... Maria Eugenia Reyes
- Carmenza González.... Dulcinea
- Chela del Río.... Doña Rosita
- Juan Sebastián Caicedo.... Francisco Guerrero
- Lucas Velazquez.... Lucas
- Alfonso Ortiz.... Eduardo Pinzón
- Beatríz Roldán.... Maria Fernanda "Mafe"
- Valentina Cabrera Lemaitre.... Annie
- Vicky Rueda.... Adriana Malaber
- Thana Carvajal.... Luz Dary
- David Ramírez López.... Henrry
- Gabriel Valenzuela.... Felipe Donoso
- Juan Sebastián Calero
- Aida Bosa amiga de la hija de reyes.

### Participações especiais
- Bianca Arango: modelo
- Andrea Martinez: atriz
- Raúl Santi: cantor
- Lucas Arnau: cantor
- Maía: cantor
- José Gaviria: produtor musical
- Galy Galiano: cantor
- Pirry: jornalista
- Helenita Vargas: cantor
- Mauricio "Chicho" Serna: futebolista
- Jorge Enrique Abello: ator
- Diego Ramos: ator argentino
- La Ley: agrupação de rock chilena
- Ana Sofia Henao: modelo
- Los Tupamaros:agrupação de música tropical colombiana